# Зеленов (Черновицкая область)
Зеленов (укр. Зеленів) — село в Брусницкой сельской общине Вижницкого района Черновицкой области Украины.
До 2020 года входило в Кицманский район
Население по переписи 2001 года составляло 836 человек. Телефонный код — 3736. Код КОАТУУ — 7322581503.